# Cultura de Sopot
La cultura de Sopot es una cultura arqueológica del Neolítico que se identificó por primera vez en Eslavonia oriental, en la actual Croacia, y desde entonces también se encontró en varios yacimientos de Hungría. Era una continuación de la cultura de Starčevo y estaba fuertemente influenciada por la cultura de Vinča. Algunos de los yacimientos arqueológicos donde se encontraron artefactos de ella son Samatovci, Vinkovci-Sopot, Otok, Privlaka, Vinkovci-Ervenica, Osijek, Bapska, Županja, Klokočevik. Se extendió por el norte de Bosnia desde su zona original hacia el oeste hasta el noroeste de Croacia y hacia el norte hasta la Transdanubia húngara, donde contribuyó al inicio de la cultura de Lengyel. La cultura data de alrededor del año 5000 a .C. Los asentamientos se levantaban a orillas de los ríos (sobre todo en las riberas del Bosut, en la zona de la moderna ciudad de Viškovc). Las casas eran cuadradas y de madera con la técnica del entrelazado, a veces separadas en varias habitaciones. Entre los artefactos destacan numerosas armas de hueso, sílex, obsidiana y rocas volcánicas ferruginosas, así como algunas cerámicas de diversos tamaños (vasos bicónicos con dos asas, cuencos cónicos, ollas y vasijas en forma de «s») decoradas con tallas o leves punzadas y pintura.
El yacimiento epónimo es Sopot, un yacimiento arqueológico cerca de Vinkovci, datado entre 5480 y 3790 a. C. La cultura fue identificada por primera vez en 1949 por Vladimir Milojčić, y bautizada por primera vez con este nombre en 1968 por Stojan Dimitrijević, y desde 1971 se la conoce generalmente como tal.

## Sitios principales
El yacimiento de Beli Manastir - Popova zemlja es el mayor yacimiento habitacional de la cultura Sopot que se ha excavado en Croacia hasta la fecha (2021). Casi la mitad de las personas estudiadas tenían menos de 16 años, lo que sugiere una elevada tasa de mortalidad entre los subadultos. Dos tercios de ellos eran mujeres, mientras que hombres y mujeres estaban igualmente representados entre los adultos. La mayoría de los individuos fueron enterrados con ritos funerarios neolíticos en posición encogida a lo largo de las paredes de grandes tumbas de fosa o en otras fosas dentro del lugar de habitación, a veces con objetos funerarios de cerámica colocados cerca de sus cabezas y otros enseres domésticos. Tres de los individuos muestreados iban acompañados de un número y una variedad relativamente grandes de objetos funerarios consistentes en artículos cotidianos relacionados con actividades domésticas y económicas. Otros cuatro individuos de la muestra fueron depositados, en su mayor parte, en posición decúbito prono o supino en un canal que discurre a lo largo del borde oriental del yacimiento, con escaso mobiliario funerario.

## Modo de vida
Los pueblos de la cultura Sopot vivían en asentamientos situados en las tierras bajas, a menudo en zonas pantanosas, pero siempre en las inmediaciones de un río o arroyo. Estos asentamientos estaban rodeados de zanjas o empalizadas.

## Genética
En un estudio genético de 2017 publicado en Nature, se analizaron los restos de seis individuos adscritos a la cultura de Sopot, en Hungría. De las cuatro muestras de cromosoma Y extraído del G2a2b-L30  o varios subclados del mismo, uno pertenecía al I2-L596o y uno pertenecía al J2. El genoma mitocondrial extraído eran varios subclados del U8b1b, H, el T2c1, el K1a y el HV0a.
Los estudios de Mathieson et al., en 2018 y Patterson et al., en 2022 analizaron dos muestras femeninas de Croacia, los haplogrupos de ADNmt encontrados fueron N1a1a y T2b. Las siete muestras analizadas hasta entonces según el análisis ADMIXTURE tenían aproximadamente un 87-98% de ascendencia de los primeros agricultores europeos, un 2-12% de los cazadores-recolectores occidentales y un 0-4% pastores de la estepa occidental.
Un estudio de 2021 de Freilich y sus colegas publicado en “'Nature”' analizó los genomas de 19 individuos de la cultura de Sopot, en Croacia. De las siete muestras de ADN-Y recuperadas, tres pertenecían a los haplogrupos G2a2, dos a I2a2a-M223, una a J y una a C1a2b-Z38888. Los haplogrupos de ADNmt pertenecían a los subclados H, J2b1, K1a, K2b, N1a1a1, T2b, T2c1, T2f, U5b2 y U8b1.